# Gilaki (volk)
De Gilaki (Perzisch: Gilak) vormen een Iraans volk dat leeft in de provincie Gilan in het noorden van Iran. Daarnaast leven ze ook in de naastgelegen provincie Mazandaran. Zij spreken Gilaki, een taal gerelateerd aan het Mazandarani.
In 2000 waren er zo'n 2,4 miljoen Gilaki.